# Palazzo Tiradentes
Il Palazzo Tiradentes (in portoghese: Palácio Tiradentes) è uno storico edificio della città di Rio de Janeiro in Brasile.

## Storia
I lavori di costruzione dell'edificio, progettato dagli architetti Arquimedes Memória e Francisque Couchet per diventare la sede della Camera dei Deputati del parlamento brasiliano, iniziarono nel 1922 e vennero completati nel 1926. Il palazzo svolse questa funzione fino al 1960, anno in cui Brasilia divenne la capitale federale.

## Descrizione
L'edificio, situato nel centro di Rio de Janeiro, presenta uno stile eclettico.

## Galleria d'immagini

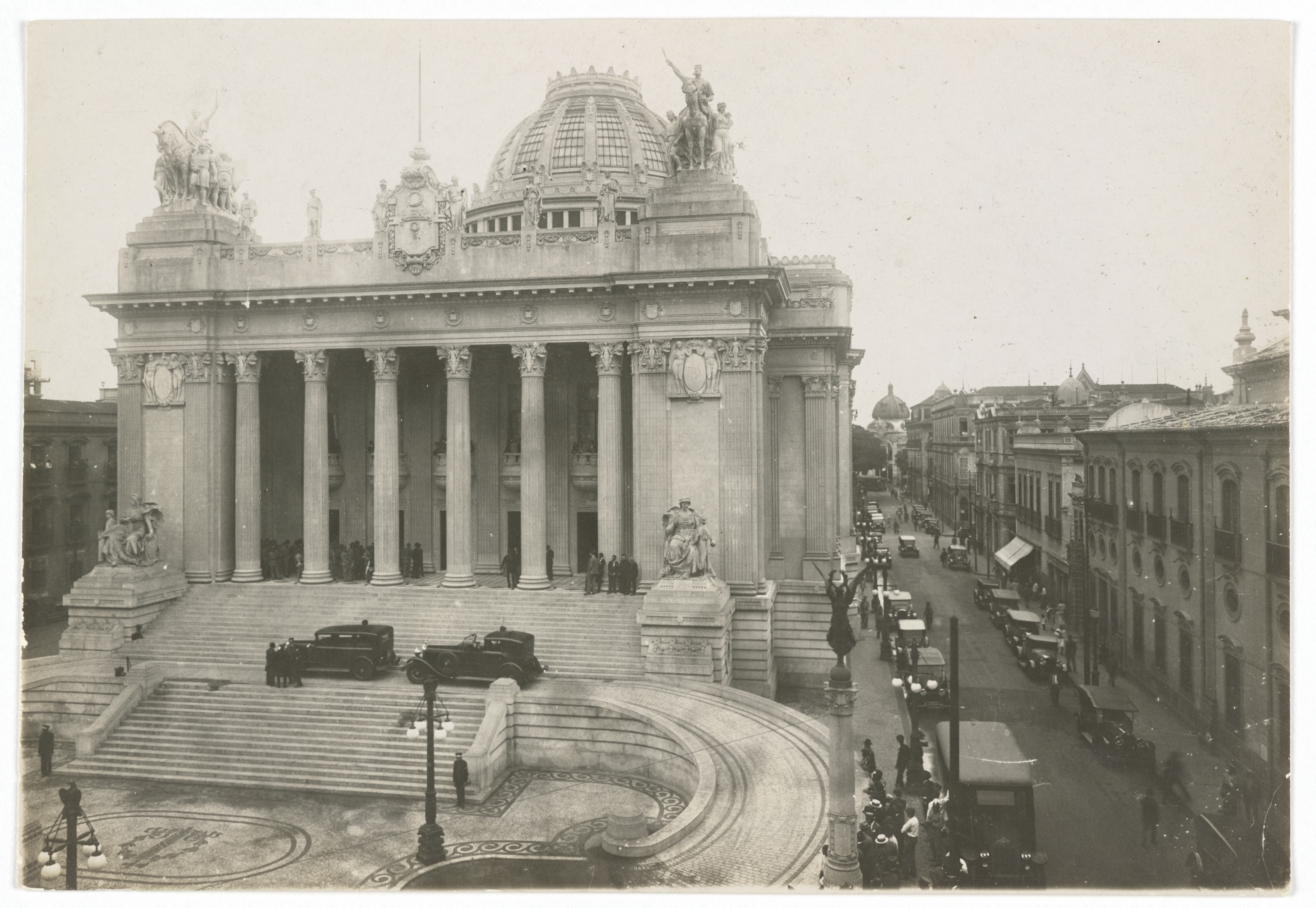
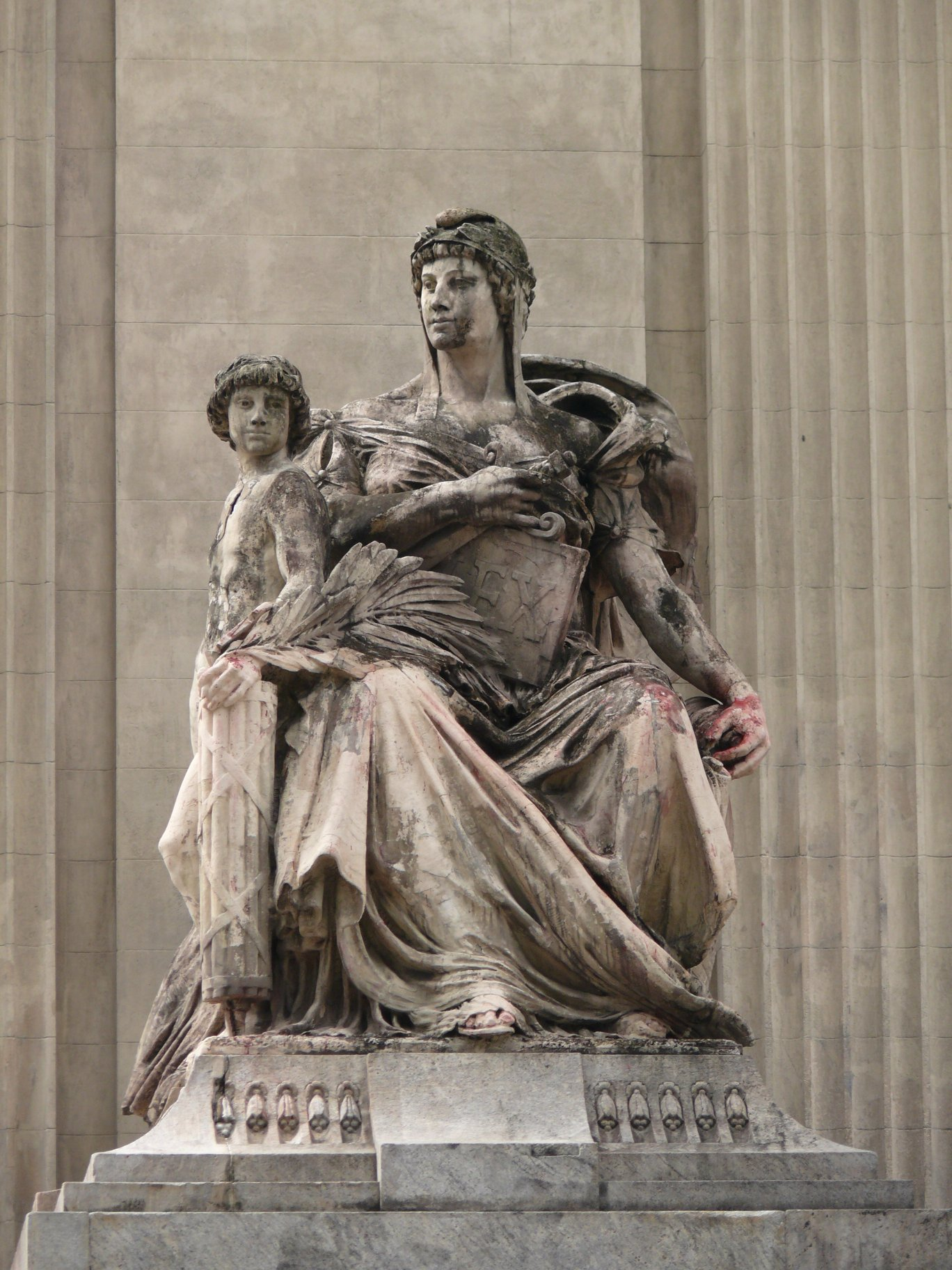
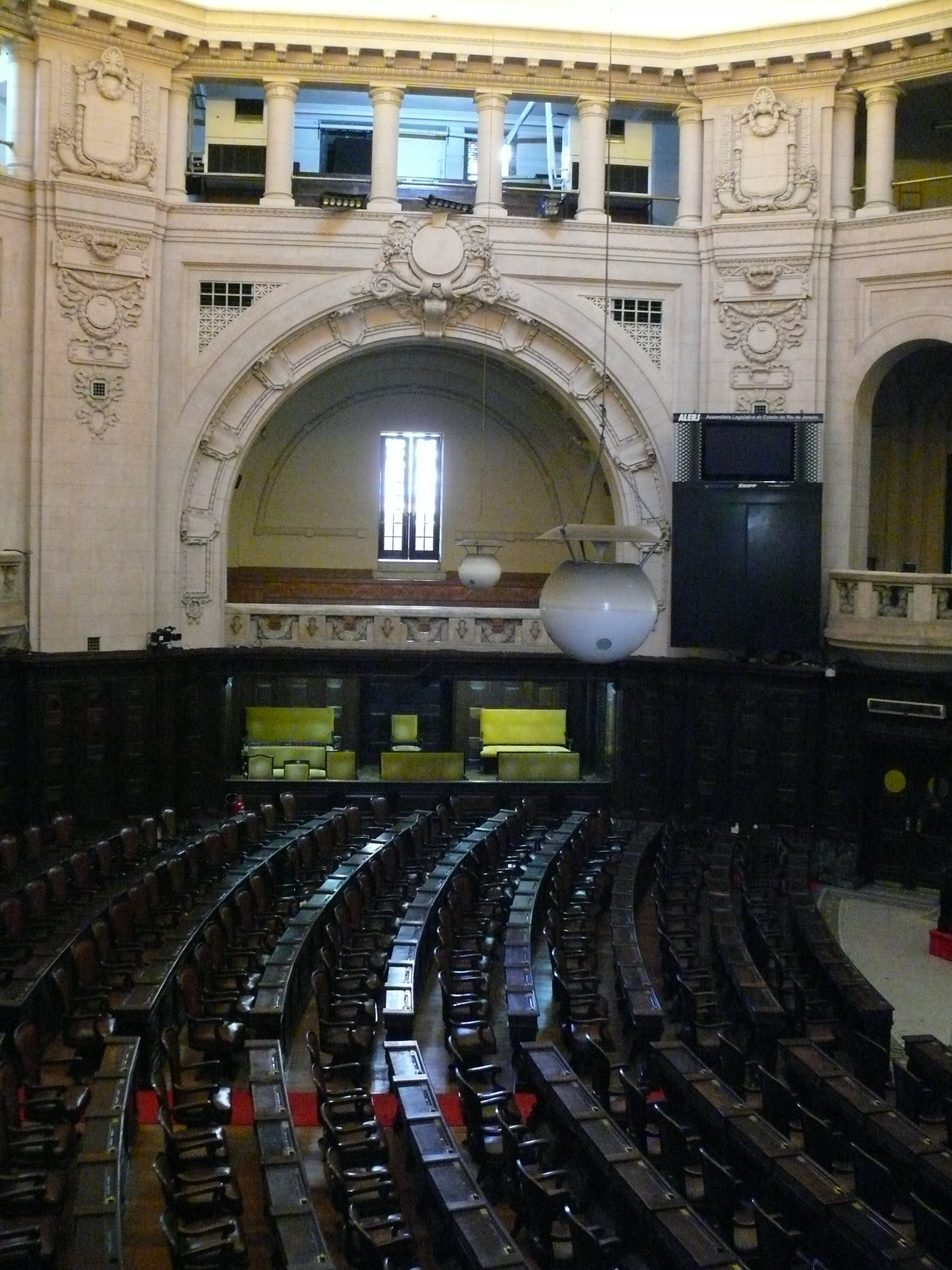